# Luginsland (Memmingen)

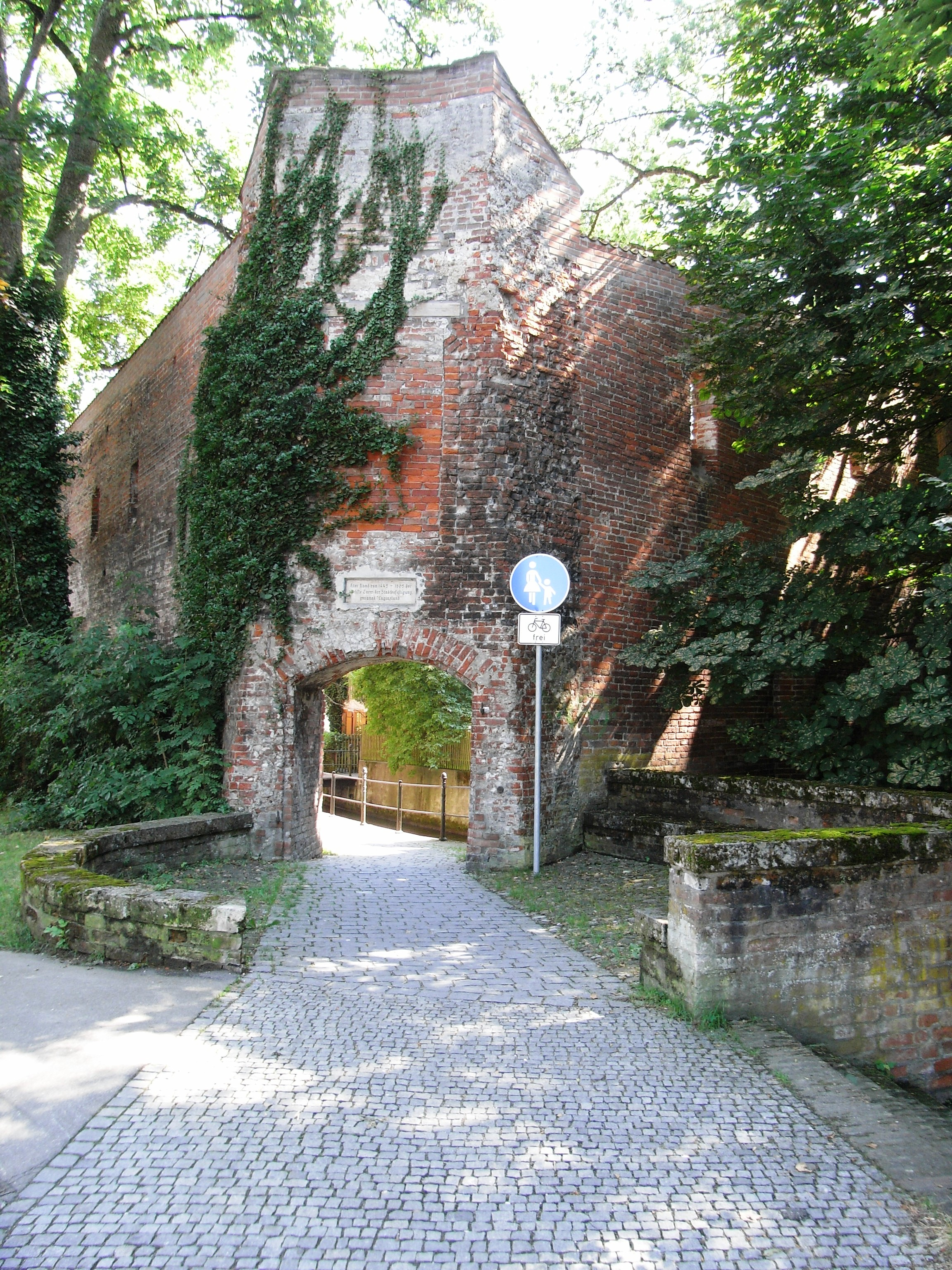
Der Rest des Luginslands an der Innenseite der Stadtmauer

Der Luginsland war der höchste Verteidigungsturm der oberschwäbischen Stadt Memmingen. Er wurde 1806 wie andere Memminger Stadttürme auf Verlangen der Franzosen abgebrochen.

## Lage
Der Turm war der östliche Eckturm der sogenannten Ulmer Vorstadt zwischen dem Bettelturm und dem Ulmer Tor.

## Aussehen
Der Luginsland war ein aus Ziegel gemauerter, runder Turm. Das Dach war ebenfalls rund, nach oben gezogen, mit einer kleinen Wetterfahne abgeschlossen und mit Dachziegeln gedeckt. Unter dem Dach befand sich eine Galerie mit Schießscharten.

## Geschichte

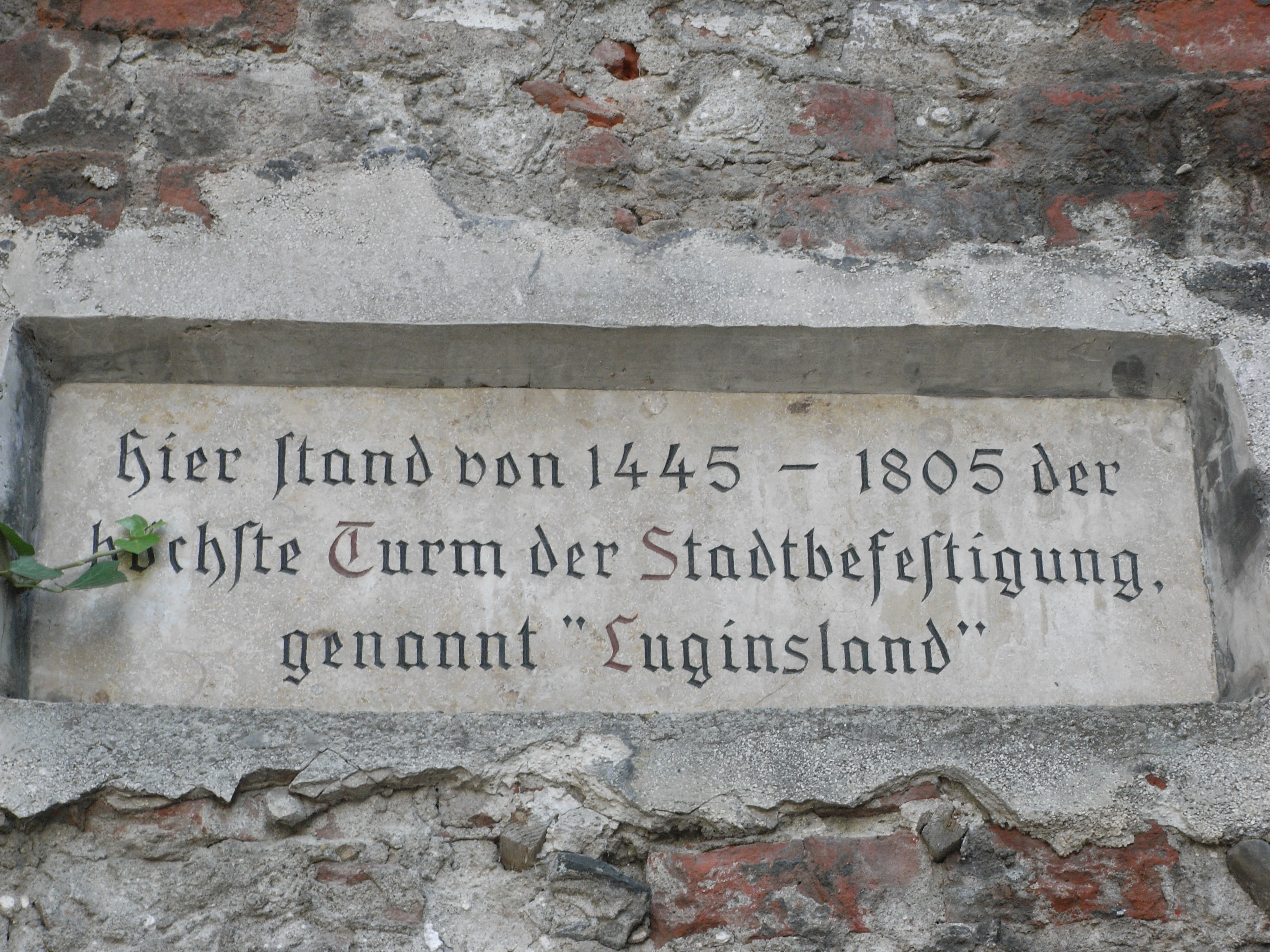
Geschichtstafel am Rest des Luginslands

Der Luginsland wurde 1445 bei der letzten Stadterweiterung als Geschützturm erbaut. Er diente vor allem dazu, das angrenzende Ulmer Tor und den Stadtgraben abzusichern. Er war der höchste der insgesamt 30 Türme (Stand 1630) umfassenden Wehranlage. Aus diesem Grund wurde er auch Luginsland genannt (hochdeutsch: Schau in das Land). Auf Betreiben Napoleons musste er 1806 zusammen mit vier weiteren Türmen abgebrochen werden. Nur die Grundmauern aus Tuffstein blieben erhalten. Eine Gedenktafel an der Stadtmauer erinnert an den einstigen Turm.